# Syarinus obscurus
Syarinus obscurus är en spindeldjursart som först beskrevs av Banks 1893.  Syarinus obscurus ingår i släktet Syarinus och familjen spinnklokrypare. Inga underarter finns listade i Catalogue of Life.